# Razvodnica
Razvodnica je namišljena črta, ki je ločnica med dvema  porečjema ali povodjema. V glavnem poteka po najvišjih grebenih gorovij. Težje določljiva je razvodiva na območju večjih močvirij, poplavnih ravnic ali planot. Težko določljiva so tudi kraška razvodja.
Najlažje se razvodnice zariše tam, kjer porečja razmejujejo gorske verige. Razvodnice pogosto določajo tudi državne meje.